# Scutellidium caeneus
Scutellidium caeneus is een eenoogkreeftjessoort uit de familie van de Tisbidae. De wetenschappelijke naam van de soort is voor het eerst geldig gepubliceerd in 1976 door ItôTat.